# Convenio de Lucca

Situación de la ciudad de Lucca en la actual Italia.

El convenio de Lucca (15 de abril de 56 a. C.) fue el acuerdo informal al que llegaron en ese municipio romano Julio César, Pompeyo y Craso para reactivar el primer triunvirato, que tras una serie de tensiones se encontraba seriamente amenazado. En él participaron no solo los tres dinastas, sino que trató de una verdadera cumbre que reunió a más de doscientos senadores: un tercio del Senado.
César convocó la conferencia en Lucca, situado en la frontera de la Galia Cisalpina con Italia, ya que como procónsul de las Galias no podía abandonar su provincia sin renunciar a su imperium. El resultado fue la renovación efectiva del pacto de amicitia política entre Julio César, Pompeyo y Craso: las tres partes se apoyarían mutuamente para obtener magistraturas y aprobar leyes, a fin de aumentar su poder y beneficios. De tal manera, César avaló la candidatura de Pompeyo y Craso para el consulado del año siguiente, así como un imperium proconsular extraordinario en las dos Hispanias y en Siria, respectivamente (leges Trebonia y Licinia). Ambos correspondieron concediendo a César una prórroga de cinco años en su mandato como procónsul en las Galias (lex Licinia Pompeia). La estrategia cesariana estaba pensada para alejar del centro político a sus eventuales amigos, pero en realidad máximos rivales políticos. Mientras que Craso partió a Oriente en busca de la gloria marcial, Pompeyo prefirió permanecer en Italia recabando apoyos y reclutando tropas en anticipación del regreso triunfal de César, dejando el gobierno de Hispania en manos de sus legados. Este hecho llevó a Jerôme Carcopino a considerar que el futuro dictador fue el principal beneficiario del acuerdo, burlando a sus colegas.
El triunvirato renovado en Lucca pronto quedó en entredicho con el distanciamiento de Pompeyo y César y la muerte de Craso en la batalla de Carras (53 a. C.), hecho que los optimates aprovecharon para atraer a Pompeyo a su causa.

## Antecedentes

Busto de Pompeyo, copia de época augústea. Los desmanes de Clodio hicieron dudar a Pompeyo de la conveniencia de seguir participando en el triunvirato.

Tras el éxito inicial del primer triunvirato, que se había plasmado en el consulado de Julio César del año 59 a. C. y las leyes aprobadas en beneficio de Pompeyo y Craso, los miembros del acuerdo fueron alejándose poco a poco. El principal problema radicaba en una figura que había prestado grandes servicios a los triunviros, pero que se había convertido de facto en un poder a tener en cuenta: Publio Clodio. Este había organizado una banda de matones que utilizaba con frecuencia para coaccionar e intimidar a sus contrarios, para reventar votaciones o reuniones e, incluso, para el asesinato. Los triunviros habían tratado de neutralizar el poder de los optimates desmantelando las bases tradicionales del gobierno y se habían servido de Clodio para sus fines. Roma quedó convertida en una ciudad sin ley y los optimates organizaron una banda, similar pero favorable a su causa, dirigida por Tito Anio Milón.
Sin embargo, las ambiciones de Clodio le habían decidido a acabar con Pompeyo, para lo cual empleó todo tipo de tácticas: desde las legales, apoyando a Craso, hasta las intimidatorias, haciendo creer a Pompeyo que había un complot contra él por parte de hombres decididos a asesinarlo. Esta manera de actuar llevó a este a pensar que, en realidad, era Craso quien financiaba a Clodio y, según Cicerón, Pompeyo había confesado que pensaba que Craso quería matarlo y se preguntaba si era necesario que siguiera apoyando a César, lo que en la práctica equivalía a dudar de su alianza.

## El convenio

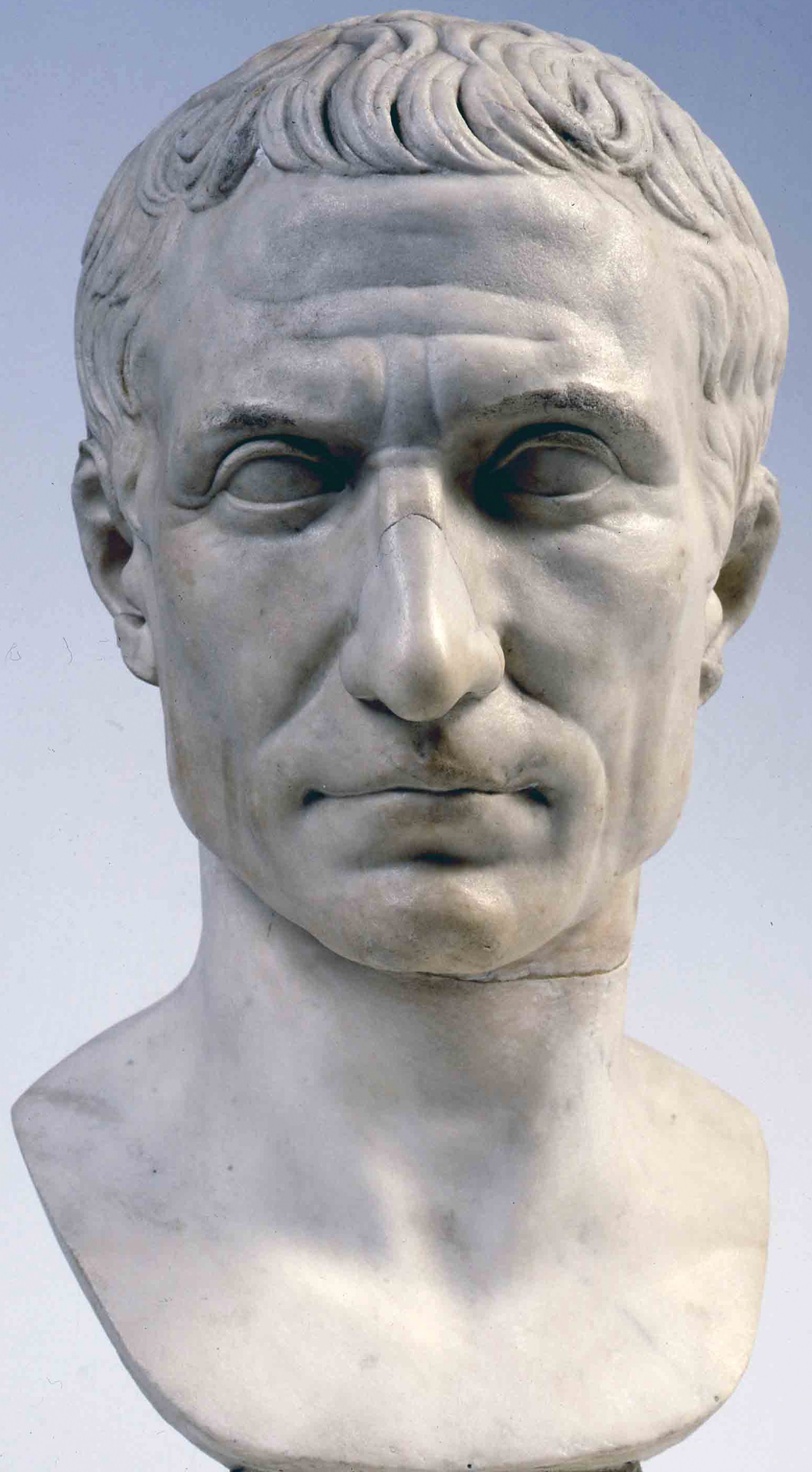
Busto de Julio César, fechado en época augústea. Julio César fue el principal impulsor de la renovación del pacto, necesario para sus ambiciones políticas.

Ante esta situación, César decidió pasar a la acción y convocar a ambos prohombres a una reunión para evitar que el pacto, que tan buenos resultados le había dado, se viera abocado al fracaso. Pero, como procónsul, le estaba vetada su vuelta a Roma a no ser que renunciara al proconsulado y a su imperium, cosa que evidentemente no estaba dispuesto a hacer. Así, no le quedó otro remedio que organizar el encuentro en una localidad situada dentro de su gobernación, para lo que eligió la actual ciudad italiana de Lucca, por encima del río Rubicón, que marcaba el límite de sus provincias.
Craso estaba interesado en hablar con César acerca de los intentos de Cicerón para que el Senado apoyara las intenciones de Pompeyo, mientras que este último también quería hablar con César de lo que creía una conspiración en su contra auspiciada, si no decididamente financiada, por Craso.
Se encontraron, por tanto, en la ciudad propuesta por César. Al lugar del encuentro, si hemos de creer a Apiano y a Plutarco, también acudieron más de doscientos senadores a los que acompañaban ciento veinte lictores. Si se tiene en cuenta que en esa época el Senado tenía seiscientos miembros, cabe concluir que a la reunión se desplazó nada menos que la tercera parte de los senadores y, puesto que la máxima autoridad ejecutiva, el cónsul, iba precedido de doce lictores, el pretor de seis, los sacerdotes de uno, se puede sacar una idea de la importancia de las figuras que se reunían.
No se conoce el contenido de las conversaciones entre los dignatarios romanos, aunque se supone que hubo muchas negociaciones. Al final se llegó a un acuerdo que básicamente consistía en que Craso y Pompeyo se presentarían al consulado al año siguiente y César obtendría una prórroga de cinco años en su proconsulado, eliminando la posibilidad de que su enemigo Lucio Domicio Enobarbo accediera al consulado y luego reclamara el gobierno de las Galias. El historiador Adrian Goldsworthy opina que el arquitecto del acuerdo tal vez fuera el propio César, que ya no era un socio minor, sino de igual categoría que los otros dos componentes del triunvirato.
A primera vista puede parecer que el trato no era nada extraordinario, pero no es así. Como cónsules, Craso y Pompeyo ganaban en capacidad de acción, al ser el poder ejecutivo más alto del Estado, y en seguridad personal contando con llevar una guardia de doce lictores a todos sitios; además, como procónsules al año siguiente, contarían con provincias ricas y, sobre todo, con un imperium proconsular y un ejército a sus órdenes. En cuánto a César, la prórroga de cinco años le permitiría acabar la conquista de las Galias y llevar a cabo sus planes de preparar el terreno para un nuevo consulado que le ayudara a soslayar las más que previsibles demandas que ya se estaban gestando contra él.
En resumen, se consiguió llegar a una equiparación entre los triunviros, de tal manera que en el año 54 a. C. los tres tendrían imperia y sendos ejércitos a su mando.

## Consecuencias

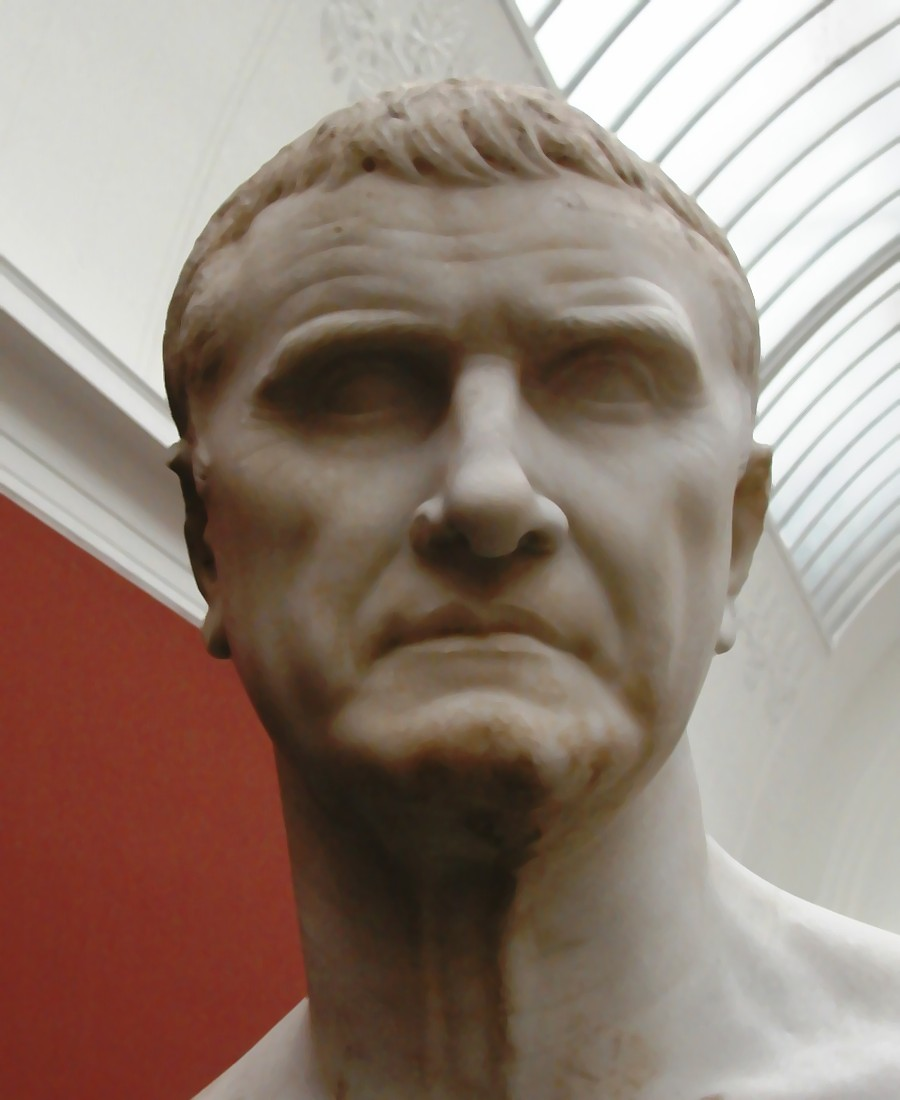
Busto de época tardorrepublicana atribuido a Craso. Siempre deseoso de gloria militar, Craso salió del pacto con la promesa de un nuevo consulado y el gobierno de la provincia de Siria.

Debido a la importancia intrínseca del acuerdo, este no tuvo una aplicación inmediata y hubo de transcurrir un cierto lapso de tiempo hasta que se verificó en todas sus cláusulas. Curiosamente, el principal valedor del pacto fue Cicerón, quien ya había puesto su capacidad oratoria al servicio de Pompeyo y su causa.
La suma de los apoyos de Pompeyo y Craso, la oratoria de Cicerón y los populares convencieron con facilidad al Senado de prorrogar el proconsulado de César por el tiempo pactado y, lo que era más, hacerse cargo de los emolumentos de las legiones extraordinarias creadas por el mismo César, en un intento por no mostrarse avaros.
El consulado de Craso y Pompeyo requirió algo más de trabajo debido a que ninguno de los dos había presentado su candidatura en el plazo establecido para ello y Cneo Cornelio Léntulo Marcelino, el cónsul saliente, se negó a eximirles de dicha formalidad. Sin embargo, ambos consulares lograron retrasar las elecciones para que no se celebraran en los últimos meses del año 56 a. C., como era legal, y esperaron a que Léntulo abandonara su cargo en el mes de enero del año siguiente para que los comicios fueran dirigidos por un interrex más favorable a sus solicitudes.
Aun así, los comicios no fueron nada fáciles y hubo graves altercados en los que se produjeron muertos y heridos (entre ellos, Lucio Domicio Enobarbo que aspiraba al consulado ese año), se impidió que Catón el Joven lograra la pretura y, en las elecciones para el cargo de edil, la gravedad fue tal que el propio Pompeyo acabó salpicado de sangre, lo que significa que las peleas llegaron a los rostra.
En consecuencia, mientras que por un lado el triunvirato triunfó y se hizo más fuerte, dominando la escena política romana en todos los sentidos, por otro se había ganado poderosos enemigos que solo esperaban una oportunidad para socavarlo y, finalmente, derribarlo del poder. Tras estos acuerdos se incrementaron las acciones hostiles de la oposición senatorial contra la coalición triunviral. En los dos años siguientes numerosos amigos y clientes suyos fueron procesados.
Los acuerdos supusieron para César la superación de un grave problema: el de su propia supervivencia una vez agotado su proconsulado, lo que le dejaba a merced de sus enemigos en Roma. La prórroga de cinco años le permitiría acumular poder e influencia con la vista puesta a presentarse a las elecciones consulares del año 49 a. C.
Sin embargo, el renovado pacto pronto se malogró, debido al fallecimiento de la hija de César y esposa de Pompeyo, Julia, y al matrimonio de aquel con Cornelia, hija de Metelo Escipión, uno de los líderes optimates y enemigo encarnizado de César. Los optimates aprovecharon para atraerse a Pomeyo y tomaron el control de las calles tras la muerte de Clodio.

### Obras modernas
- Carcopino, Jerôme (2004). Julio César: el proceso clásico de la concentración del poder. Madrid: Rialp. ISBN 978-8432135101.
- Goldsworthy, Adrian (2007). César. La biografía definitiva. Madrid: La esfera de los libros. ISBN 978-8497346580.
- Lazenby, J. F. (1959). «The Conference of Luca and the Gallic War. A Study on Roman Politics 57-55 BC». Latomus (en inglés) 18 (1): 67-76. ISSN 0023-8856.

- Datos: Q6416967